# Eyewitness (phim truyền hình)
Eyewitness (Nhân chứng) là bộ phim truyền hình Mỹ, dựa trên tác phẩm Øyevitne của Thụy Điển. Bộ phim xoay quanh cuộc trốn chạy của Philip Shea (Tyler Young) và Lukas Waldenbeck (James Paxton), sau khi họ chứng kiến một vụ thảm sát diễn ra bên trong căn nhà gỗ phía bìa rừng, vốn là cabin của bố Lukas.
Mặc dù trốn thoát sau vụ thảm sát nhưng hai người luôn phải đối mặt với cuộc truy sát của hung thủ nhằm bịt miệng nhân chứng của vụ án. Phim được phát hành 10 tập dưới dạng truyền hình và dành nhiều giải cao tại các liên hoan phim như GLAAD Media Awards lần thứ 28. Tuy nhiên dường như chương trình dừng lại ở mùa đầu tiên.

## Nội dung
Thị trấn Red Hook có một vẻ ngoài yên bình như bao thị trấn khác của Mỹ, nhưng chỉ sau một đêm mọi thứ đã thay đổi. Một vụ thảm sát đã xảy ra trong một cabin gỗ cạnh con hồ khuất sau bìa rừng, nữ thanh tra Helen và đồng nghiệp Tony có mặt tại hiện trường.
Tại đây cô gặp Kamilah Davis nhân viên FBI.. họ phát hiện 3 thi thể đã chết trong đó có Chris, đặc vụ nằm vùng của FBI, lo sợ vụ việc làm hỏng kế hoạch của tổ chức nhằm tóm gọi băng nhóm tội phạm buôn bán ma túy Vescovi, Kamilah yêu cầu Helen không làm to mọi chuyện lên, mọi thứ càng đi vào bế tắc khi hiện trường bị xáo trộn không để lại dấu vết nào của hung thủ.
Helen không hề biết rằng đứa con nuôi của mình Philip và cậu bạn Lukas là những nhân chứng quan trọng của vụ án. Vào đêm xảy ra vụ thảm sát, Philip và Lukas đã có mặt trong căn nhà gỗ (nơi vốn là cabin của bố Lukas) để ngủ qua đêm sau buổi chiều lái xe địa hình. Cùng lúc đó băng nhóm ma túy Vescovi xuất hiện tại thị trấn, chúng bắt giữ một người đàn ông giấu trong cốp xe và chọn căn nhà gỗ phía bìa rừng hòng thủ tiêu người đàn ông này. Trong nhóm có Chris một đặc vụ FBI nằm vùng đã cởi trói cho con tin, thật không ngờ sau khi vào căn nhà gỗ, người này cầm súng bắn chết tất cả, kể cả Chris người đã cứu mình. Philip và Lukas trốn phía trong đã chứng kiến toàn bộ sự việc, hung thủ bất ngờ phát hiện Philip trốn dưới gầm giường, đang định thủ tiêu thì Lukas từ phía sau giáng cho một đòn làm hắn bất tỉnh. 2 người nhanh chóng rời khỏi hiện trường. Gã hung thủ sau khi bị đòn trời giáng vẫn kịp tỉnh dậy xóa mọi dấu vết tại hiện trường, tuy không rõ khuôn mặt bọn trẻ nhưng hắn kịp nhìn thấy chiếc logo trên áo khoác của Philip, rồi lần ra ngôi trường học nơi Philip và Lukas đang theo học, qua đó tìm cách trà trộn vào thị trấn hòng thủ tiêu nhân chứng.
Trường trung học Red Hook nằm khuất sau những rặng cây, nắng chiều trong trẻo, dịu dàng, ..các cô cậu học sinh lại ùa ra sau một ngày học kết thúc và dĩ nhiên không thoát khỏi tầm mắt của tên hung thủ, hắn phát hiện Tommy đang mặc chiếc áo hắn thấy ở hiện trường và rồi điều tồi tệ đã xảy ra khi Tommy bị tên hung thủ giết hại, tưởng chừng đã bịt được đầu mối của vụ án nhưng gã không hề biết chiếc áo Tommy đang mặc là do mượn được từ Philip, trong lúc đó trong thị trấn nữ cảnh sát trưởng Helen luôn tìm cách lật giở vụ điều tra mặc cho những cảnh báo cản trở từ phía FBI. Không ai ngờ tên hung thủ lại chính là Rian Kane, đội trưởng của nhóm đặc vụ FBI đang tham gia phá một phi vụ vận chuyển ma túy lớn có liên quan đến băng nhóm Vescovi. Và dĩ nhiên gã không thể khoanh tay ngồi nhìn mọi thứ diễn ra nhằm cản trở công việc của tổ chức và bộ mặt của hắn có thể bị vạch trần.
Rian liền tiếp cận thanh tra Helen nhằm cảnh báo sự nguy hiểm đến tính mạng khi cô luôn tìm cách điều tra vụ án, một mặt phá hoại mọi bằng chứng của cuộc điều tra mà Helen không hề hay biết. Lúc này Rian còn khám phá ra một manh mối còn nguy hiểm hơn nữa, đó là nhân chứng của vụ án lại chính là Philip, con nuôi của nữ cảnh sát trưởng xinh đẹp.
Cuối phim là cuộc đấu trí vô cùng căng go, khi mà những bí mật, lòng tin hay sự rằng xé nội tâm nằm ẩn khuất bên trong mỗi con người ngày càng phức tạp giữa một bên là tên sát thủ máu lạnh với bộ mặt lạ là đặc vụ FBI, một bên là nữ thanh tra Helen đơn thương độc mã và 2 cậu bé vô tội luôn mang trong mình lỗi sợ hãi theo đuổi.. và điều gì đến cũng đã đến, công lý đã được thực thi, thị trấn vùng quê Red Hook lại trở lại vẻ yên bình như nó đã từng có.

## Diễn viên tham gia

### Vai chính
- Julianne Nicholson vai Helen Torrance,[1] nữ thanh tra cảnh sát.
- Tyler Young vai Philip Shea[2]
- James Paxton vai Lukas Waldenbeck[3]
- Gil Bellows vai Gabe Caldwell, chồng của thanh tra Helen
- Warren Christie vai Ryan Kane[4] tên sát thủ của vụ án.
- Tattiawna Jones vai Kamilah Davis, nhân viên FBI

### Vai phụ
- Amanda Brugel vai Sita Petronelli, chị gái của Kamilah
- Aidan Devine vai Bo Waldenbeck, cha của Lukas
- Rainbow Sun Francks vai Burlingame
- Matt Murray vai Tony Michaels,[5] a deputy
- Katie Douglas vai Bella Milonkovic
- Mercedes Morris vai Rose
- Carlyn Burchell vai Anne Shea, mẹ của Philip
- Alex Karzis vai Mithat Milonkovic
- Adrian Fritsch vai Tommy

## Số tập
| TT. | Tiêu đề                            | Đạo diễn            | Teleplay by                    | Ngày phát hành gốc   | Người xem tại U.S. (triệu) |
| --- | ---------------------------------- | ------------------- | ------------------------------ | -------------------- | -------------------------- |
| 1   | "Buffalo '07"                      | Catherine Hardwicke | Adi Hasak                      | 16 tháng 10 năm 2016 | 0.77                       |
| 2   | "Bless the Beast and the Children" | Catherine Hardwicke | Adi Hasak                      | 23 tháng 10 năm 2016 | 0.63                       |
| 3   | "Bella, Bella, Bella"              | Scott Peters        | Adi Hasak & Angel Dean Lopez   | 30 tháng 10 năm 2016 | 0.56                       |
| 4   | "Crème Brulée"                     | Scott Peters        | Adi Hasak & Samir Mehta        | 6 tháng 11 năm 2016  | 0.57                       |
| 5   | "The Lilies"                       | Kelly Makin         | Angel Dean Lopez & Samir Mehta | 13 tháng 11 năm 2016 | 0.61                       |
| 6   | "The Yellow Couch"                 | Kelly Makin         | Samir Mehta                    | 20 tháng 11 năm 2016 | 0.62                       |
| 7   | "They Lied"                        | Rob Lieberman       | Angel Dean Lopez               | 27 tháng 11 năm 2016 | 0.61                       |
| 8   | "The Larsons' Dog"                 | Rob Lieberman       | Adi Hasak & Samir Mehta        | 4 tháng 12 năm 2016  | 0.64                       |
| 9   | "Savior Unknown"                   | Scott Peters        | Adi Hasak & Jennifer Coté      | 11 tháng 12 năm 2016 | 0.64                       |
| 10  | "Mother's Day"                     | Scott Peters        | Adi Hasak & Kendall McKinnon   | 18 tháng 12 năm 2016 | 0.74                       |